# Tigerland
Tigerland ist ein US-amerikanisches Kriegsdrama von Joel Schumacher aus dem Jahr 2000. 

## Handlung
Der Film zeigt Rekruten der US Army, die im Jahr 1971 auf ihren Einsatz im Vietnamkrieg vorbereitet werden. Roland Bozz ist der Armee gegenüber negativ eingestellt und verhält sich seinen Vorgesetzten gegenüber absichtlich respektlos. In der ersten Szene sieht man, wie Bozz aus dem Arrest entlassen wird. Der Militärpolizist, der ihn abholt und zu seiner eigenen Einheit zurückbringt, erklärt ihm, er würde beim nächsten Mal vor ein Militärgericht gestellt.
Bozz’ Einheit bekommt vor einer Übungsreihe Freigang. Bozz selbst hat zwar keine Erlaubnis zum Ausgang, hat jedoch unerlaubt das Lager verlassen. Er lernt in einer Bar den Soldaten Jim Paxton aus seiner Einheit kennen, mit dem er sich anfreundet. In der Bar lernen Bozz und Paxton zwei Mädchen kennen, mit denen sie die Nacht verbringen.
Bozz hilft immer wieder Kameraden, Schlupflöcher zu finden, um aus der Armee entlassen zu werden. So verhilft er zum Beispiel  einem Kameraden wegen dessen behinderter Ehefrau zur Entlassung aus dem Militärdienst. Unter anderem deswegen gerät er in Konflikt mit einem anderen Soldaten seiner Einheit namens Wilson. Dieser bedroht ihn eines Tages mit seiner Waffe und es kommt zu einem Kampf. Wilson betätigt den Abzug seiner Pistole, wegen einer Ladehemmung löst sich jedoch kein Schuss.
Die Einheit übt auf einem als Tigerland bezeichneten Übungsgelände, auf dem zum Teil Bedingungen wie in Vietnam nachgestellt wurden. Bozz’ Einheit spielt Vietnamesen in einer Übung für eine Gruppe, die überraschend vom nicht entlassenen Wilson angeführt wird. Da Wilson die Gelegenheit zur Rache nutzen will und die Kontrolle verliert, gewinnt Bozz’ Einheit die Übung, die dabei in eine Schlägerei ausartet. Wilson droht Bozz damit, ihn zu töten. Während der nächsten, als Hinterhalt angelegten Übung tauscht Wilson seine Übungsmunition gegen scharfe Munition aus und schießt auf die Einheit von Bozz, woraufhin er festgenommen wird. Bozz steht währenddessen über Paxton und feuert im Handgemenge absichtlich eine Platzpatrone auf Paxtons Gesicht ab, deren Mündungsfeuer Paxtons Auge verletzt. Als Folge davon wird Paxton vorerst krankgeschrieben und schließlich als dienstuntauglich aus der Armee entlassen, er trägt jedoch keinen bleibenden Schaden am Auge davon.
Am Ende des Films werden Bozz und die anderen Soldaten nach Vietnam verlegt. Bevor diese mit einem Bus die Basis verlassen, verabschieden sich Paxton und Bozz voneinander und Paxton verspricht Bozz, ein Buch über seine Taten zu schreiben. Allerdings hat Bozz Paxtons Tagebuch entwendet und zerreißt es während seiner Abfahrt. Am Ende des Filmes erzählt Paxton in einem Kommentar aus dem Off, er hätte Bozz danach nie wiedergesehen und er wäre angeblich in Vietnam gefallen oder spurlos verschwunden. Ein anderer jedoch hätte Paxton angerufen und ihm gesagt, er hätte ihn in Mexiko mit einem schönen Mädchen gesehen.

## Kritiken
Kevin Thomas schrieb in der Los Angeles Times vom 6. Oktober 2000, der Film beinhalte mehr „psychologische Spannung“ als Action. Dadurch sei er untypisch – besonders für den Regisseur Joel Schumacher, der für Blockbuster bekannt sei. Der Film sei „frisch“, „fesselnd“ und „nicht vorhersehbar“; sein Drehbuch sei „erstklassig“ („top-notch“).
Das Lexikon des internationalen Films schrieb, der Film sei eine „spannende Variation des Kriegsfilm-Genres“, die „die Unmenschlichkeit des Drills zum Töten“ deutlich zeige. Er wirke stellenweise wie eine „Fernsehdokumentation“, was „auf intensive Weise“ der „verschwommenen Realitätswahrnehmung der jungen Männer“ entspreche.

## Auszeichnungen
Colin Farrell gewann im Jahr 2000 den Boston Society of Film Critics Award und im Jahr 2002 den London Critics Circle Film Award. Das Drehbuch und Cole Hauser wurden 2001 für den Independent Spirit Award nominiert. Der Film wurde 2001 für den Political Film Society Award für Exposé nominiert.
Die Deutsche Film- und Medienbewertung FBW in Wiesbaden verlieh dem Film das Prädikat wertvoll.

## Hintergrund
Der Film wurde in Florida gedreht, darunter in Camp Blanding im Ort Starke, wo ebenfalls Die Akte Jane gedreht wurde. Seine Produktionskosten betrugen schätzungsweise 7 Millionen US-Dollar.
Der Film wurde in den USA in wenigen Kinos gezeigt; es waren nicht mehr als fünf gleichzeitig. Er spielte ca. 140.000 US-Dollar ein. In Frankreich wurden über 28.000 Kinobesucher gezählt.